# Polyptychoides
Polyptychoides är ett släkte av fjärilar. Polyptychoides ingår i familjen svärmare.
Kladogram enligt Catalogue of Life:
| Polyptychoides | \| \| Polyptychoides assimilis \| \| \| \| \| \| Polyptychoides dentatus \| \| \| \| \| \| Polyptychoides digitatus \| \| \| \| \| \| Polyptychoides erosus \| \| \| \| \| \| Polyptychoides grayii \| \| \| \| \| \| Polyptychoides modestus \| \| \| \| \| \| Polyptychoides niloticus \| \| \| \| \| \| Polyptychoides unilineata \| \| \| \| |
|                | \| \| Polyptychoides assimilis \| \| \| \| \| \| Polyptychoides dentatus \| \| \| \| \| \| Polyptychoides digitatus \| \| \| \| \| \| Polyptychoides erosus \| \| \| \| \| \| Polyptychoides grayii \| \| \| \| \| \| Polyptychoides modestus \| \| \| \| \| \| Polyptychoides niloticus \| \| \| \| \| \| Polyptychoides unilineata \| \| \| \| |
|                | Polyptychoides assimilis |
|                | |
|                | Polyptychoides dentatus |
|                | |
|                | Polyptychoides digitatus |
|                | |
|                | Polyptychoides erosus |
|                | |
|                | Polyptychoides grayii |
|                | |
|                | Polyptychoides modestus |
|                | |
|                | Polyptychoides niloticus |
|                | |
|                | Polyptychoides unilineata |
|                | |

## Bildgalleri

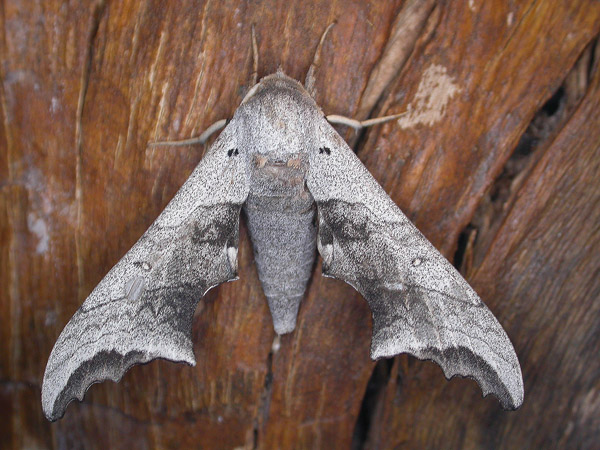
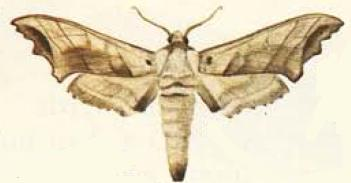